# Gehaßt, gejagt, gefürchtet
Gehaßt, gejagt, gefürchtet (Originaltitel: Renegades) ist ein US-amerikanischer Western aus dem Jahr 1946 von George Sherman mit Evelyn Keyes, Willard Parker und Larry Parks in den Hauptrollen. Das Drehbuch basiert auf einer Originalstory von Harold Shumate.

## Handlung
Dr. Sam Martin, ein angesehener Arzt in der kleinen Westernstadt Prairie Dog, ist mit Hannah Brockway verlobt, der Tochter von Nathan Brockway, einem Versicherungssachbearbeiter. Neben seinen Aufgaben als Arzt wird Sam oft gerufen, um den Frieden in der rauen Stadt zu wahren, da er einer der schnellsten Schützen der Region ist. Eines Tages, als Hannah und ihr Vater von einer Postkutschenfahrt nach Denver zurückkehren, werden sie von den Gesetzlosen Cash und Frank Dembrow und ihrem Vater Kirk überfallen. Der Plan der Dembrow-Bande wird jedoch durch die Ankunft eines mysteriösen Reiters vereitelt, der die Diebe verscheucht und sich Hannah später als Ben Taylor vorstellt. Ben, der eigentlich ein weiterer von Kirks Söhnen ist, eskortiert die Brockways sicher zurück nach Prairie Dog. 
Nachdem er von den Stadtbewohnern als Held gefeiert wurde, bittet Ben Sam, seiner Mutter Sarah einen Hausbesuch abzustatten, die in einer Hütte in der Nähe der Stadt lebt und an einer mysteriösen Krankheit leidet.  Sam willigt ein, Sarah zu untersuchen, und kommt zu dem Schluss, dass ihre Krankheit das Ergebnis eines traumatischen Ereignisses in ihrer Vergangenheit ist. Sam bittet Ben, ihm von seiner Mutter zu erzählen, aber Ben weigert sich, über die Vergangenheit seiner Familie zu sprechen. Als Sam sieht, wie Ben mit außergewöhnlicher Geschwindigkeit und Geschicklichkeit auf eine Schlange schießt, fragt er Ben, wie es möglich war, dass die Dembrow-Banditen ihm entkommen konnten. Ben gesteht Sam und Hannah schließlich, dass er ein Dembrow ist, aber er besteht darauf, dass er gegen die Diebstähle seiner Familie ist und entschlossen ist, ein gesetzestreues Leben zu führen. 
Unterdessen terrorisieren Bens Vater und Brüder weiterhin die Menschen von Prairie Dog, indem sie Nathan in seinem eigenen Haus als Geisel nehmen und versuchen, ihn auszurauben. Ihr Plan schlägt jedoch fehl, als Nathans Schreie einige der Stadtbewohner alarmieren. Die Dembrows verlassen Prairie Dog in aller Eile, und eine Truppe wird gebildet, um sie festzunehmen. Den Gesetzlosen gelingt es jedoch, der Gefangennahme zu entgehen, und sie finden Zuflucht in Sarahs Haus. Ben, der entschlossen ist, die Dinge friedlich zu halten, während Sam Sarahs Behandlung beendet, zwingt seinen Vater und seine Brüder zu gehen. Kurze Zeit später treffen Sheriff Joe und die Truppe bei Sarah ein und berichten über den Überfall auf Hannahs Vater. Als der Sheriff Ben einfach deshalb verhaftet, weil er ein Dembrow ist, überredet Sam ihn, freiwillig mitzugehen, und versichert ihm, dass die Verhaftung ihm die Möglichkeit geben wird, seinen Namen vor Gericht reinzuwaschen. 
Während Ben in seiner Gefängniszelle auf seinen Prozess wartet, besucht ihn Hannah häufig und es entsteht eine heimliche Romanze zwischen ihnen. Sam präsentiert bei Bens Prozess eine überzeugende Verteidigung, doch während die Jury über Bens Schicksal berät, stürmen die Dembrows mit gezogenen Waffen in den Gerichtssaal und entführen Ben. Ben, der glaubt, dass er kaum eine Chance hat, von der Jury freigesprochen zu werden, schließt sich seinem Vater und seinen Brüdern an und nimmt an ihren kriminellen Taten teil. Hannah brennt mit den Dembrows durch und heiratet Ben, doch als sie entdeckt, dass sie schwanger ist, beschließt sie, sich von der Familie zu lösen. Hannah lässt Sam durch den herumreisenden Alkoholiker Alkali Kid wissen, wo sie sich aufhält. Sam rettet Hannah vor den Dembrows und bringt sie zurück nach Prairie Dog. Nachdem Hannah einen Jungen zur Welt gebracht hat, findet Ben sie und versucht vergeblich, sie zu überreden, zu ihm zurückzukehren. Er entführt das Baby und bringt es zum Versteck der Dembrows. Sam findet die Dembrows schließlich und tötet Kirk und Ben bei einer Schießerei. Nachdem ihr Baby sicher zurückgekehrt ist, willigt Hannah schließlich ein, den Mann zu heiraten, der für sie bestimmt ist.

## Hintergrund
Gedreht wurde der Film vom 22. Mai bis zum 14. Juli 1945 auf der Iverson Movie Ranch in Chatsworth und der Movie Ranch von Ray Corrigan im Simi Valley.
Stephen Goosson, Walter Holscher und Perry Smith oblag die künstlerische Leitung. Jean Louis war für das Kostümbild zuständig. Lawrence W. Butler und Donald C. Glouner schufen die Spezialeffekte. Musikalischer Direktor war Morris Stoloff.

## Synchronisation
| Rolle                  | Schauspieler       | Deutscher Synchronsprecher |
| ---------------------- | ------------------ | -------------------------- |
| Hannah Brockway        | Evelyn Keyes       | Carola Höhn                |
| Dr. Sam Martin         | Willard Parker     | Curt Ackermann             |
| Ben Taylor/Ben Dembrow | Larry Parks        | John Pauls-Harding         |
| Cash Dembrow           | Jim Bannon         | Peter Pasetti              |
| Nathan Brockway        | Willard Robertson  | Klaus W. Krause            |
| Richter                | George M. Carleton | Ulrich Folkmar             |
| Eph                    | Francis Ford       | Anton Reimer               |
| Staatsanwalt           | John Hamilton      | Bum Krüger                 |
| Sheriff Joe            | Addison Richards   | Wolfgang Eichberger        |

Anmerkung: Die kursiv geschriebenen Namen sind Rollen und Darsteller, die nicht im Abspann erwähnt wurden.

## Veröffentlichung
Die Premiere des Films fand am 4. Juni 1946 in Los Angeles statt. In der Bundesrepublik Deutschland kam er am 28. Juni 1951 in die Kinos, in Österreich im Januar 1952.

## Kritiken
Bosley Crowther von der The New York Times befand, der Film sei, trotz all seiner prachtvollen Technicolor-Farben, nur ein raffinierter, aber manchmal auch banaler Western.
Derek Winnert schrieb, jeder erliege der vorhersehbaren Prämisse und Handlungsentwicklung in diesem schnellen und raffinierten, aber vergessenswerten Western, der zumindest mit einer anderen Sichtweise aufwarten könne. Eine schöne Produktion und William E. Snyders Kameraführung in atemberaubendem Technicolor seien große Pluspunkte.
Das Lexikon des internationalen Films schrieb: „Durchschnittlicher, handwerklich ansehnlicher Western mit unglaubwürdiger melodramatischer Handlung.“